# Talita Mota Machado
Talita Mota Machado (1983) es una botánica, curadora y profesora brasileña.
Desarrolla actividades académicas e investigativas en el Departamento de Botánica del Instituto de Biología, de la Universidad Federal de Minas Gerais.
En 2008, obtuvo el diploma de Ciencias Biológicas, por la Universidad Federal de Juiz de Fora; para obtener la maestría en Biología Vegetal por la Universidad Federal de Minas Gerais, defendió la tesis La flora del Parque Nacional Caparaó Bromeliaceae, MG / ES: tratamiento taxonómico y la influencia de las variables climáticas en la composición de las especies en el sudeste de Brasil, en 2012; y, en proceso de doctorando por la misma casa de altos estudios, preparando la tesis: Filogenia molecular de Vriesea Lindl. Sección Xiphion y revisión taxonómica del complejo Vriesea itatiaiae Wawra (Bromeliaceae).

## Algunas publicaciones
- VERSIEUX, L. M.; MACHADO, T. M. 2012. A new ornithophilous yellow-flowered Vriesea (Bromeliaceae) from Serra do Caraça, Minas Gerais, Brazil. Phytotaxa 71: 36-41
- MACHADO, T. M.; MENINI NETO, L. 2010. Bromeliaceae de um campo de altitude no sul de Minas Gerais, Brasil. Fontqueria (Madrid) 56: 109-124

## Membresías
- de la Sociedad Botánica del Brasil[5]
- Plantas do Nordeste[6]